# Lesley Ugochukwu
Lesley Chimuanya Ugochukwu (// ⓘ; sinh ngày 26 tháng 3 năm 2004) là cầu thủ bóng đá người Pháp thi đấu ở vị trí tiền vệ trung tâm cho câu lạc bộ Burnley tại Premier League

## Sự nghiệp câu lạc bộ

### Rennes
Ugochukwu gia nhập hệ thống đầu tạo trẻ của Rennes năm 8 tuổi. Anh có trận đấu đầu tiên tại Ligue 1 vào ngày 25 tháng 4 năm 2021 gặp Dijon ở tuổi 17 và 30 ngày, trở thành cầu thủ trẻ thứ tư trong lịch sử Rennes ra mắt tại giải đấu này. Đến tháng 7 năm 2021, anh gia hạn hợp đồng với Rennes đến năm 2024, một năm sau khi ký hợp đồng chuyên nghiệp đầu tiên với đội bóng Pháp. Ngày 5 tháng 12 năm 2021, anh có bàn thắng đầu tiên trong sự nghiệp thi đấu chuyên nghiệp khi ấn định chiến thắng 5-0 trước AS Saint-Étienne tại Ligue 1.
Trong hai năm khoác áo đội một Rennes, Ugochukwu đã có 60 lần ra sân cho Rennes, riêng trong mùa giải 2022-23 là 35 lần.

### Chelsea
Ngày 1 tháng 8 năm 2023, Chelsea đã chiêu mộ thành công Ugochukwu với bản hợp đồng có thời hạn 7 năm, kèm theo tùy chọn gia hạn 1 năm. Phí chuyển nhượng của anh ước tính khoảng 23,5 triệu £. Anh có trận ra mắt Chelsea vào ngày 13 tháng 8 khi vào sân từ ghế dự bị ở trận hòa 1-1 trước Liverpool trong ngày mở màn chiến dịch Giải bóng đá Ngoại hạng Anh 2023–24 của Chelsea và đến ngày 30 tháng 8 có lần đầu được đá chính trong cuộc đối đầu với AFC Wimbledon tại Cúp EFL 2023–24. Sau khởi đầu tương đối hứa hẹn, Ugochukwu gặp chấn thương gân kheo nghiêm trọng vào tháng 12 và chỉ ra sân 15 lần cho Chelsea mùa giải 2023-24.

#### Southampton
Ngày 16 tháng 8 năm 2024, Ugochukwu được Chelsea đem cho mượn tại Southampton đến hết mùa giải. Anh có trận đấu đầu tiên Southampton vào ngày 28 tháng 8 năm 2024 trong chiến thắng 5-3 trước Cardiff City tại Cúp EFL. Sau khi không có nhiều cơ hội ra sân nửa đầu mùa giải, Ugochukwu được tân huấn luyện viên của Southampton là Ivan Jurić đánh giá cao và hứa hẹn sẽ trao nhiều cơ hội hơn cho anh trong giai đoạn còn lại.
Ngày 19 tháng 4 năm 2025, anh ghi bàn thắng ở phút bù giờ thứ ba với một cú vô lê trong vòng cấm để đem về 1 điểm cho Burnley trong trận hòa 1–1 với West Ham United. Đây cũng là bàn thắng đầu tiên của anh tại Premier League sau 34 lần ra sân tại giải đấu này. Trong mùa giải được cho mượn tại Southampton, Ugochukwu đã ra sân 31 trận và đá chính 9 trong 10 vòng cuối Premier League.

### Burnley
Ngày 6 tháng 8 năm 2025, Ugochukwu ký hợp đồng có thời hạn 5 năm với đội bóng vừa thăng hạng Premier League là Burnley với phí chuyển nhượng khoảng hơn 20 triệu £.

## Sự nghiệp đội tuyển quốc gia
Ugochukwu từng thi đấu cho các đội trẻ U-18, U-19, U-20, U-21 và U-23 Pháp. Tháng 7 năm 2024, anh có tên trong danh sách dự bị của đội tuyển Olympic Pháp tham dự Olympic 2024 nhưng Liên đoàn bóng đá Pháp sau đó thông báo rằng Chelsea đã triệu hồi anh.

## Đời sống cá nhân
Ugochukwu sinh ra tại Pháp và có bố mẹ là người Nigeria nên anh có hai quốc tịch. Anh là cháu của cựu tuyển thủ Nigeria Onyekachi Apam.